# 服部英司
服部 英司（はっとり えいじ）は、TBSテレビ制作局制作1部（元：編成制作本部制作三部、制作局バラエティ制作部）所属のテレビディレクター、テレビプロデューサー。

## 人物
1995年入社。主に阿部龍二郎や利根川展の担当する番組に携わることが多い。
作曲家の服部良一の孫で、同じく作曲家の服部克久の甥。宝塚歌劇団娘役出身の歌手服部富子は大叔母にあたる。

## 現在の担当番組
2021年7月現在。音楽番組の担当が比較的多い。
レギュラー番組
- A-Studio（担当プロデューサー、以前はプロデューサー）
- SEIKO presents Sonud Inn"S"（BS-TBS、プロデューサー）※月1回放送

特別番組
- 輝く!日本レコード大賞（第41回：舞台監督、第47 - 54・59回 - 61回：プロデューサー、第55・58回：総合演出、第56回：音楽演出、第62回：担当プロデューサー、第63回：バンドプロデューサー）
- クリスマスの約束（プロデューサー。阿部龍二郎とともに前説も担当している）[1][2]
- 音楽の日（第1･2回：制作プロデューサー、第3 - 9回：プロデューサー、第10回：協力プロデューサー）
- ハロウィン音楽祭（担当プロデューサー）

## 過去の担当番組
- アッコにおまかせ! （ディレクター）
- ほんの…おさわり劇場（プロデューサー兼演出）
- 王様のブランチ （ディレクター）
- 月曜組曲・風のようにうたが流れていた（プロデューサー。クリスマスの約束同様、前説も担当）
- DOORS 2006（ディレクター）
- EXH〜EXILE HOUSE〜（プロデューサー）
- Asian Ace（制作プロデューサー）
- レコード大賞前夜祭～あの頃あのメロディー～日本の歌謡史50年SP（プロデューサー。2010年12月29日放送）
- 風がはこんできたもの〜音楽の原風景〜（プロデューサー。2011年1月31日 - 2月3日放送）
- スパモク!!「田中好子さん追悼特番 ありがとうスーちゃん永遠のキャンディーズ」（プロデューサー。2011年4月28日放送）
- 火曜曲!（2012年5月9日 - 2013年9月3日、キャスティングプロデューサー→プロデューサー）
- Sing! Sing! Sing!（プロデューサー）
- 発表!!日本有線大賞（第40回 - 45回）
- サウンド・イン"S" 音楽のじかん（プロデューサー）
- たけしが鶴瓶に今年中に話しておきたい5～6個のこと（演出）
- ドリームデュエット（プロデューサー）
- ライブB♪（プロデューサー）※月1回放送
- 厳選名曲を一挙紹介!日本レコード大賞60年の歴史（プロデューサー。BS-TBS、2018年12月9日放送）
- さんま・玉緒のお年玉あんたの夢をかなえたろか25周年特大SP（協力プロデューサー。2019年1月14日放送）
  - 傑作!新作!さんまの夢かなえたろうか特別編（協力プロデューサー。2020年5月31日放送）
- 坂上&指原のつぶれない店（マネージメントプロデューサー）
- この差って何ですか?（協力プロデューサー）
- バナナサンド（マネージメントプロデューサー）
- パパジャニWEST（マネージメントプロデューサー）